# Composites Europe
Die Composites Europe ist eine europäische Fachmesse und ein Forum für Verbundwerkstoffe, deren Herstellung, Verarbeitung und Anwendung. Veranstalter ist Reed Exhibitions Deutschland. Die Messe findet jährlich in Düsseldorf statt.

## Zahlen und Fakten
- Über 365 Aussteller aus 30 Ländern[1]
- Über 8.148 Besucher aus mehr als 71 Ländern[1]
- Ausstellungsbereiche: Rohmaterialien, Halb-, Zwischen- und Fertigprodukte, Fasern und Faserprodukte, Hersteller, Verarbeitungstechnologien, Anlagen und Equipment, Konstruktion, Simulation und Dienstleistungen.
- Zielgruppen: Automotive, Aerospace, Transportation, Windenergie, Bau und Konstruktion, Maritime Technik / Schiffbau sowie Freizeit

## Geschichte
Die Messe fand erstmals 2006 statt. Im Jahr 2015 fand erstmals der International Composites Congress als Nachfolger der AVK Tagung statt. Vom 29. November bis 1. Dezember 2016 fand in den Hallen 8a und 8b gleichzeitig zur Aluminium die 11. Messe statt. Das „Lightweight Technologies Forum“ wurde erstmals für beide Messen konzipiert.
Seit 2017 findet die Messe jährlich in Stuttgart statt.